# RevueAlarmer
RevueAlarmer est une revue en ligne française, consacrée aux questions de racisme et d’antisémitisme.

## Création
La revue devient accessible sur Internet à partir de mai 2020, elle est l’émanation conjointe de l’association ALARMER (Association de lutte contre l’antisémitisme et les racismes par la mobilisation de l’enseignement et de la recherche) et du CERA, Centre de formation et de recherche sur le racisme et l’antisémitisme au sein de l’IFG-Lab (Institut français de Géopolitique) de l’Université Paris 8. 

## Politique éditoriale
RevueAlarmer a pour objectif de diffuser des connaissances et des savoirs scientifiques sur les racismes et l’antisémitisme, dans le but d'informer un large public et de soutenir la formation, notamment des enseignants. Son intention est également de nourrir le débat intellectuel avec une approche à la fois scientifique et pédagogique. Ainsi, la revue encourage le dialogue entre toutes les disciplines intéressées par l'étude des racismes, au présent comme au passé.
RevueAlarmer accorde une place significative à une mise en perspective historique et à une approche comparatiste globale des racismes, permettant ainsi de les appréhender dans toute leur diversité, leur complexité et dans tous leurs contextes spatio-temporels. Elle privilégie une analyse approfondie de leur généalogie, de leur élaboration, de leur réactivation dans des contextes différents, de leur fonctionnement et de leur diffusion. La revue publie des articles sur divers sujets, tels que l'antisémitisme, le racisme colonial, l'esclavage, l'islamophobie, l'antitsiganisme, et l'étude des génocides, entre autres.

## Rubriquage de la revue
Le site internet de la revue propose des contributions de plusieurs types rassemblées en six rubriques :
- Actualités et débats : contient des articles, des tribunes et des entretiens en prise avec l’actualité.
- Enseignement : propose des analyses de documents rédigées par des spécialistes qui permettent un contact direct avec les sources historiques, mais aussi des notices synthétiques autour de notions clés (racisme, antisionisme, intersectionnalité…) ainsi que des réflexions qui visent à alimenter le débat autour de la pédagogie antiraciste.
- Culture : rassemble des comptes-rendus analytiques et critiques sur des films, des expositions et des livres.
- Lectures : propose des recensions d’ouvrages scientifiques.
- Recherche : les articles scientifiques de cette rubrique éclairent sur les derniers développements de la recherche.
- Savoirs : les articles de vulgarisation sont destinés à un public très large.

En plus des articles écrits, la revue propose également du contenu audio.

## Direction
Marie-Anne Matard-Bonucci

## Comité de rédaction
En juillet 2025, selon le site de la revue :
- Marie-Anne Matard-Bonucci
- Benoît Drouot
- Domitille de Gavriloff
- François-René Julliard
- Salima Naït-Ahmed
- Marie-Karine Schaub
- Jean-Frédéric Schaub
- Pierre Savy

La rédactrice en chef  de la revue était de 2020 à 2024 : Lisa Vapné